# Lypovec
Lypovec (ukrajinsky Липовець) je město v centrální části Ukrajiny v Vinnyckém rajónu Vinnycké oblasti, ve východní části historického kraje Podolí. Žije zde přibližně 8 000 obyvatel.

## Dějiny
První písemná zmínka pochází z roku 1545, ale předpokládá se, že v městské části Skakunka se nacházelo sídlo Kunyl, které je zmiňováno v Ruském letopise již v roce 1150.
Pod městem se 22. července 1941 odehrála Bitva o Lypovec, během které se odehrály jedny z nejtvrdších bojů, kterých se zúčastnili Slováci v rámci německé armády. Během protiútoku sovětské armády zaznamenali velké ztráty a padlým slovenským vojákům zde později byl postaven památník. Slovenští vojáci byli před protiútokem ubytováni v domech místních obyvatel. Během druhé světové války zde Němci zřídili ghetto a zastřelili okolo 2 000 místních obyvatel.

## Pamětihodnosti
- Památník padlým slovenským vojákům v Lypovci

## Partnerská města
- Jõhvi, Estonsko (2012)